# AN/SQS-26

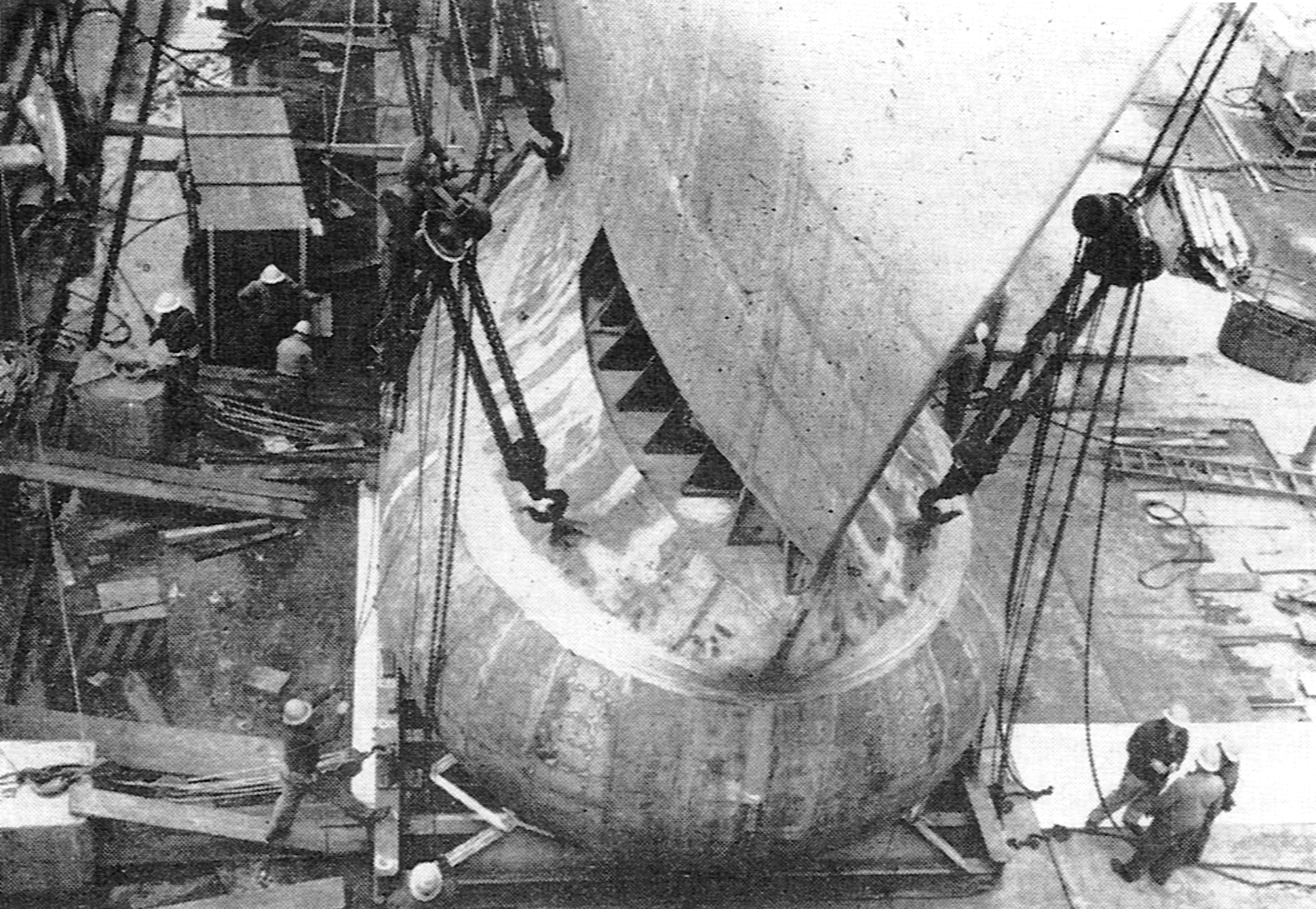
recibe el primer sonar SQS-26 en 1961.

AN/SQS-26 es un sonar de casco instalado en buques de superficie de la Marina de Estados Unidos, montado en proa, de baja frecuencia , el sonar activo/pasivo desarrollado por General Electric y el EDO Corporation. En un momento que se ha instalado en más de 60 buques de guerra de la Armada de los Estados Unidos desde la década de 1960 a la década de 1990 y todavía puede estar en uso en los buques transferidos a otras marinas .

## AN/SQS-26
AN/SQS-26 fue un sonar activo/pasivo, de baja frecuencia, montado en proa en buques de superficie de los Estados Unidos, desarrollado por la EDO Corporation. En un punto se instaló en alrededor de 60 buques americanos entre 1960 y 1990 y puede estar en uso en buques transferidos a otras armadas.

## Capacidades
El AN/SQS-26 pesaba 27.215 kg. Podía operarse como sonar pasivo en la frecuencia de 1.5 kHz o como sonar activo de 3-4 kHz. Su salida máxima es de 100 kW y tiene un rango de entre 18 y 64 km. Cuenta con capacidades de trayecto directo, reflejo de fondo, pasivo y zona de convergencia.

## Variantes

### AX
El sonar AX original fue manufacturado por Electrónica militar robusta de General Electric. El sufijo "R" fue el resultado de la modernización incorporada por GE al mejorar los diseños derivados del sonar AN/SQS-26CX, también manufacturado por GE.
- AN/SQS-26 AXR Fragatas clase Bronstein, FF-1037, 1038
- AN/SQS-26 AXR Fragatas clase García, FF-1040, 1041, 1043 y 1044, 1045 y FF1098 (Antes AGFF-1)
- AN/SQS-26 AXR Fragatas clase Brooke, FFG-1, 2, 3.
- AN/SQS-26 AXR Cruceros clase Belknap, CG-26, 27

### BX
Los sonares BX fueron manufacturados por la corporación EDO.
- AN/SQS-26 BX - Fragatas clase Garcia, FF-1046, 1047, 1048, 1049, 1050, 1051.
- AN/SQS-26 BX - Fragatas clase Brooke, FFG-4, 5 y 6.
- AN/SQS-26 BX - Cruceros clase Belknap, CG-28, 29, 30, 31, 32, 33 y 34.
- AN/SQS-26 BX - Cruceros clase Truxtun, CGN-35.

### CX
Los sonares CX fueron manufacturados por Electrónica militar robusta de General Electric.
- AN/SQS-26 CX - Fragatas clase Knox, FF-1052-1097.
- AN/SQS-26 CX - Fragatas clase California, CGN-36 y 37.
- AN/SQS-26 CX - Cruceros clase Virginia, CGN-38, 39, 40 y 41.